# Craig Gannon
Craig Gannon (Manchester, 30 luglio 1966) è un chitarrista britannico.
È stato il secondo chitarrista degli Smiths nel 1986.

## Carriera
Prima di lavorare con gli Smiths, Gannon aveva raggiunto una certa fama con gli Aztec Camera ed i Bluebells. Gannon sostituì il bassista Andy Rourke, licenziato dagli Smiths agli inizi del 1986. In breve tempo Rourke fu richiamato nel gruppo, e Gannon passò alla chitarra ritmica, che suona nei brani Panic e Ask, oltre a partecipare ai tour del Regno Unito, Canada e degli Stati Uniti.
Gannon ha inoltre suonato nel singolo, mai uscito, "You Just Haven't Earned It Yet, Baby", che fu poi inserito nella compilation The World Won't Listen. Gannon cessò di fare parte degli Smiths alla fine del tour mondiale del 1986.
In seguito Gannon ha fatto parte dei Brix Smith in The Adult Net, dei Blue Orchids e dei Cradle.
Gannon ha suonato con Morrissey nel concerto del suo debutto da solista, ed i singoli del 1989 The Last of the Famous International Playboys e Interesting Drug. Nello stesso anno, Gannon ha fatto causa a Morrissey e Johnny Marr per il pagamento dei diritti d'autore nei brani di cui è stato compositore, nello specifico il brano Ask. I tre hanno raggiunto un accordo informale, che ha visto il pagamento a Gannon di 48.000 sterline.

## Discografia

### Con gli Smiths

#### Singoli
- "Panic" (1986)
- "Ask" (1986)

#### Album
- The World Won't Listen (compilation, 1987)
- Louder Than Bombs (compilation, 1987)
- Rank (live, 1988 [registrato nel 1986])
- Best...I (compilation, 1992)
- ...Best II (compilation, 1992)
- Singles (compilation, 1995)
- The Very Best of The Smiths (compilation, 2001)

### Con Morrissey

#### Singoli
- "The Last of the Famous International Playboys"  (1989)
- "Interesting Drug" (1989)

#### Albums
- Bona Drag (compilation, 1990)
- World of Morrissey (compilation, 1995)